# EUROVOC
EUROVOC este o bază de date realizat în anul 1984 fiind rezultatul  unei inițiative comune a Parlamentului European și a Oficiului pentru Publicații Oficiale al Comunităților Europene.

## Istoric
Tezaurul EUROVOC a fost realizat în anul 1984 ca rezultat al unui inițiative comune a Parlamentului European și a Oficiului pentru Publicații Oficiale al Comunităților Europene. Pentru Parlamentul European se punea problema indexării documentelor parlamentare și documentelor din bibliotecă, iar pentru OPOCE era nevoie de indexarea textelor publicate în Jurnalul Oficial. Eurovoc răspunde nevoii constante a unui instrument multidisciplinar care, fiind general, poate, în același timp, să acopere toate domeniile tratate de Uniunea Europeană. Accentul este pus pe activitățile parlamentare, ceea ce permite utilizarea sa de către parlamentele naționale. Acest instrument documentar este multilingv de la crearea sa. El includea la început șapte limbi: germana,  engleza,  daneza,  franceza,  italiana,  greaca  și  olandeza.  Limba  folosită  pentru conceperea sa e franceza, iar celelalte limbi sunt traduceri. Transformările Uniunii Europene au implicat noi ediții și noi versiuni lingvistice; în 1987 apare a doua ediție care cuprinde două limbi suplimentare: spaniola și portugheza. A treia ediție, versiunea 3.0, datează din 1995. Aceste ediții apar pe suport de hârtie. 

## Gestiunea tezaurului Eurovoc
Eurovoc este gestionat din 1999 de două comitete: Comitetul de conducere și Comitetul tehnic. Aceste două comitete sunt interinstituționale și sunt compuse din membrii ai următoarelor instituții comunitare: Parlamentul European, Oficiul pentru Publicații Oficiale al Comunităților Europene, Consiliul Uniunii Europene, Comisia Europeană, Curtea de Justiție a Uniunii Europene, Curtea Europeană de Conturi. Instituțiile  cele mai active în actualizarea tezaurului sunt OPOCE, Parlamentul European și Comisia Europeană. Din 1999, gestiunea tezaurului a fost modificată. Două comisii, una de conducere și una tehnică, sunt constituite. O decizie interinstituțională hotărăște o actualizare a tezaurului, fapt ce duce la  versiunea 3.1.  Ea  cuprinde două limbi suplimentare: suedeza și finlandeza. Noua versiune Eurovoc dispune, pentru prima dată, de propriul site pe Internet și este accesibilă online. Între timp, se decide o modificare totală a tezaurului care ajunge la varianta 4.0, apărută în noiembrie 2002. Ediția  următoare, versiunea 4.1, este online la începutul lui 2004.

### Rolul Comitetului de conducere
Comitetul de conducere definește liniile directoare ale tezaurului, în special obiectivele și prioritățile  acestuia. El a decis să revadă în întregime tezaurul pentru versiunea 4.0. Pentru această muncă, Parlamentul European a detașat doi documentariști care s-au ocupat de tezaur timp de 18 luni. Comitetul a studiat perspectivele de dezvoltare ale tezaurului și a fixat calendarul următoarelor ediții. El a decis să publice o nouă ediție a tezaurului în fiecare an. Comitetul de conducere verifică fiecare versiune înainte de a fi online și ia decizia să producă o ediție pe hârtie pe lângă ediția  online. Atribuie bugetul anual  previzional în  care sunt incluse actualizarea, licențele și posturile de lucru. Disponibilitatea noilor versiuni lingvistice este urmărită cu atenție.
Contactele regulate cu echipa tehnică a OPOCE sunt stabilite pentru a cunoaște munca efectuată, nevoile care trebuie luate în considerare, numărul de licențe contractate. În noiembrie 2005 a fost trimis un chestionar tuturor utilizatorilor cu scopul de a cunoaște mai bine nevoile și așteptările lor. Concluziile acestor anchete au fost prezentate cu ocazia conferinței Eurovoc care a avut loc în martie 2006. Mai multe organisme cooperează pentru a dezvolta un vocabular controlat. În cadrul acestui vocabular, Eurovoc e un element de referință.  Comitetul de conducere are în vedere organizarea unui schimb de experiență cu alte instituții comunitare în acest domeniu.

### Rolul Comitetului tehnic
Comitetul tehnic pune în practică politicile definite de Comitetul de conducere. El studiază noile  propuneri  pentru  actualizarea  tezaurului și  coordonează  lucrările  între  reprezentanții diverselor instituții. El are și un rol de consultare și asistență. Astfel, acordă sfaturi tehnice Comitetului de conducere când acest lucru este necesar. În cadrul acestui comitet, OPOCE se ocupă de întreținerea tehnică a tezaurului și trebuie să gestioneze bazele tezaurului, versiunea oficială  online  și  versiunea tehnică  care  permit  lucrul  direct  pe  tezaur  pentru  a  integra modificările și schimbările lingvistice. El procedează la actualizarea diverselor versiuni informatice și lingvistice. În prezent, Eurovoc e disponibil în format XML. Opoce supraveghează și calitatea diferitelor versiuni lingvistice existente. Dintre noile țări europene, multe dintre ele au tradus tezaurul. În fața creșterii numărului de utilizatori ai tezaurului s-a considerat necesar să se pună în practică o licență care stabilește un contract de utilizare Eurovoc. Mai multe tipuri de licențe sunt propuse instituțiilor:
- gratuită, pentru nevoile proprii ale instituției sau plătită, dacă este vorba de o redifuzare comercială;
- gratuită, cu adaptare lingvistică realizată de instituție  care, în schimb, acordă această versiune lui OPOCE;
- gratuită  și  permițând  îmbogățirea  sau  transformarea  tezaurului  (adaptare  regională, națională sau vocabular specific); diferențele trebuie să apară clar prin raportarea la versiunea  oficială  și  aceste  modificări  sunt  furnizate  lui  OPOCE care  decide  să  le integreze sau nu în versiunea oficială. Pentru actualizarea ediției  oficiale, Comitetul tehnic funcționează astfel: OPOCE adună toate propunerile primite pe o anumită perioadă și care provin de la utilizatori sau de la instituții prin intermediul membrilor Comitetului tehnic. Aceste propuneri sunt adunate într-un document prezentând creațiile, modificările și suprimările descriptorilor și sunt transmise membrilor Comitetului tehnic. Ele sunt studiate de fiecare membru și  sunt votate. Membrii Comitetului tehnic  se  reunesc în  mod  regulat  în  timpul  anului.  În  cursul  acestor  reuniuni, dezacordurile specifice asupra unor propuneri sunt dezbătute și o decizie finală este luată. Dacă membrii nu reușesc să se pună de acord asupra unei propuneri, OPOCE este organul care trebuie să decidă. Se mai poate întâmpla ca o propunere să fie amânată pentru ediția următoare (concept nou, lipsa unei definiții oficiale). Este întotdeauna posibil să se opereze modificări ulterioare, tezaurul fiind într-o continuă evoluție. Comitetul tehnic urmărește cu mare atenție actualitatea pentru a integra noi concepte; el păstrează un anumit nivel de specificitate, dar nu exagerat, pentru ca tezaurul să poată răspunde nevoilor unui cât mai mare număr de utilizatori posibili.

## Versiunea 4.2.
Din august 2005, versiunea 4.2 apare online iar limbile noilor țări membre sunt integrate pe măsura traducerii lor.  Tezaurul online cuprinde mai multe părți.  Pe prima pagină, rubricile principale permit accesul la:
- prezentarea tezaurului;
- navigarea (pe domeniu);
- căutarea unui termen (termen întreg);
- fișa  de  întreținere  (pentru  a  trimite  noi  propuneri  de  descriptori  sau  modificări  ale descriptorilor existenți);
- descărcarea tezaurului în format pdf (versiune tematică sau alfabetică permutată);
- tranziția între cele două versiuni (modificările și noutățile integrate);
- lista multilingvă (posibilitatea de a avea, pornind de la o limbă, echivalențele lingvistice în alte trei limbi);
- coloana din stânga a primei pagini propune legături practice (ajutor, contact).

## Căutarea în EUROVOC
Căutarea  pe  meniu  prezintă  21  de  domenii  acoperite  de  Eurovoc.  Este  vorba  de principalele activități comunitare și politice ale UE: instituții, viața politică, relații internaționale, drept, probleme sociale, locuri de muncă, mediu înconjurător, agricultură, transport. Structura Eurovoc conține o clasificare ierarhică și poate avea până la patru nivele de termeni specifici. Domeniile  sunt  identificate  prin  două  cifre  și  un  termen  (de  exemplu,  10  Comunitatea europeană). Aceste domenii conțin microtezaure care sunt identificate prin patru cifre din care primele două aparțin domeniului (1011 Drept comunitar). În total, există 127 de microtezaure. Pentru a facilita și simplifica versiunea tezaurului, poli-ierarhia nu a fost acceptată decât în cazul organizațiilor  internaționale  sau  în  cazul  țărilor.  Alți  descriptori  aparțin  doar  unui  singur domeniu, chiar dacă descriptorul ar putea fi atașat mai multor domenii. Notița unui descriptor cuprinde: MT-microtezaur, UF (Use For) - utilizat pentru, BT (Broad Term) - termen generic, NT (Narrow Term) - termen specific, RT (Related Term) - termen asociat. Dacă este necesar, o SC (Scope Note) este adăugată: ea este fie o definiție care precizează sensul descriptorului, fie o notă de utilizare care precizează contextul de utilizare al descriptorului. Este posibil de a avea acces direct la traducerea termenului în toate celelalte limbi. De asemenea, în funcție de nevoi, un simplu clic permite schimbarea limbii în cursul interogării online.

## Utilizări în parlamentele naționale
Numeroase parlamente naționale sunt interesate de Eurovoc prin intermediul CERDP (Centrul European de Cercetare și Documentare Parlamentară). Pentru a-și pregăti integrarea în Uniunea Europeană, mai multe parlamente au tradus tezaurul: Lituania, Slovenia, Polonia, România, Cehia.  Alte  parlamente au  decis  să  traducă tezaurul  în  cadrul  unei  cooperări cu Uniunea: Albania, Croația și Rusia. Din 1995, tezaurul nu a mai fost editat în versiunea pe hârtie.